# Захоњ
Захоњ (мађ. Záhony, укр. Загонь) град је у североисточној Мађарској. Захоњ је значајан град у оквиру жупаније Саболч-Сатмар-Берег.
Град је имао 4.160 становника према подацима из 2010. године.
Код Захоња је најважнији гранични прелаз између Мађарске и Украјине. Са друге стране граничне реке Тисе налази се украјински град Чоп.

## Географија
Град Захоњ се налази у крајње североисточном делу Мађарске, на државној тромеђи са Украјином и Словачком. Од престонице Будимпеште град је удаљен 305 километара источно. Од обласног средишта, града Њиређхазе, Захоњ је удаљен 66 километара северно.
Захоњ се налази у крајње североисточном делу Панонске низије, на месту где река Тиса прави нагли заокрет од тока исток-запад у правац север-југ. Тиса је у овом делу тока граница између Мађарске и Украјине, а потом и између Мађарске и Словачке. Надморска висина града је око 102 m.

## Становништво
| 1949. | 1960. | 1970. | 1980. | 1990. | 2001. | 2011. | 2017. |
| ----- | ----- | ----- | ----- | ----- | ----- | ----- | ----- |
| 1.858 | 2.117 | 2.969 | 3.802 | 4.958 | 4.702 | 4.062 | 4.276 |

## Партнерски градови
- Чјерна над Тисоу
- Чоп